# Christy Turlington
Christy Turlington (Walnut Creek, 2 januari 1969) is een Amerikaans model.
Turlington werd ontdekt door een plaatselijke fotograaf. Ze begon met modellenwerk in haar tienerjaren. Vanaf haar achttiende verhuisde ze naar New York. Vanaf 1987, en dit tot twintig jaar later in 2007, vertegenwoordigde ze Calvin Klein in allerlei campagnes. Ze speelde ook mee in videoclips van Duran Duran en George Michael.
Turlington is een bekende activiste. Zo poseerde ze naakt voor PETA om te protesteren tegen bont dat gebruikt wordt in kledij. In 2005 begon ze te werken voor CARE, een hulpverleningsorganisatie. Turlington is ook ambassadrice van Product Red. Vanwege het overlijden van haar vader aan longkanker werpt ze zich als voormalig rookster ook op als antirookactivist.
Turlington is gehuwd met schrijver Edward Burns en heeft twee kinderen.
- Gemeinsame Normdatei: 128370866
- International Standard Name Identifier: 0000 0000 3754 0706
- Library of Congress Control Number: n2002056865
- Nationale Bibliotheek van Letland: 000341778
- MusicBrainz: 85bb9a8a-c658-422c-b485-d9998eda15e2
- Bibliotheek van het Japanse parlement: 01048009
- Nederlandse Thesaurus van Auteursnamen: 243213344
- Virtual International Authority File: 15820825
- WorldCat: E39PBJfMjQRJYdG6MHw4jW7vHC